# Ateneu Popular de Nou Barris (edifici)
L'Ateneu Popular de Nou Barris és una nau del 1977 situada al número 11-15 del carrer de Portlligat de Barcelona, seu de l'entitat que porta el mateix nom.

## Descripció
La nau de l'Ateneu Popular de Nou barris és una antiga planta asfàltica, un edifici baix de 120 m de longitud i una amplada constant de 5 m. En un dels seus extrems se situa una caixa escènica, de més de 18 m d'alçària, realitzada en una ampliació del 1990 de l'arquitecte Carles Bel, que va dotar l'edifici d'un nou cos en altura on s'encabien també locals d'assaig i oficines. El teatre consta d'un escenari de 14 m d'amplada, 10 m de profunditat i 14 m d'alçària fins a la pinta, i una sala amb un aforament de 320 persones assegudes i 600 dempeus. També al bar de l'entitat, conegut com «el local», s'hi fan actuacions de petit format els caps de setmana, com cabaret, circ, actuacions musicals.
El projecte de reforma de Fornari + Rojas Arquitectos, dels anys 2009-2010, va adaptar l'edifici per posar-lo d'acord a les normatives i va reorganitzar els entorns de la nau i la part de l'ingrés, el porxo va esdevenir hall, la cuina-bar i el gimnàs, que es va ampliar. Aquest projecte va canviar del tot l'aspecte de l'edifici, que ara es compon d'una impactant façana de colors negre i vermell, de vint-i-tres mòduls, amb peces de vidre u-glass, i un revestiment de xapa metàl·lica plegada.

## Història
El gener de l'any 1977, després de moltes manifestacions i reivindicacions, un grup nombrós de veïns i veïnes va ocupar i desmantellar una planta asfàltica, que feia temps que contaminava el barri. El mes de juny d'aquell mateix any començava el periple escènic de la nau, convertida en Ateneu Popular, amb les Trenta Hores de Cultura Popular.
Actualment, l'Ateneu té en el circ social i la formació els dos eixos de treball principals. Les activitats s'organitzen en l'Escola Infantil de Circ (des del 1984) i la Juvenil (des del 2003), els cursos de circ, la formació de formadors i el circ, i la discapacitat. Pel que fa a la producció, l'any 1996 l'Ateneu va posar en marxa el Circ d'Hivern, amb produccions anuals en residència, en exhibició i de gira.
També acull cada any les creacions col·lectives dels Combinats de Circ. Es procura crear un circuit estable de circ de sala i es promouen les gires dels seus espectacles, així com el treball en xarxa amb altres centres. Les residències de creació es fan també conjuntament amb altres espais, com La Central del Circ, situada al Fòrum de Barcelona.
Al teatre de l'Ateneu també assagen els membres de l'Escola de Circ Rogelio Rivel, que té la carpa al solar contigu, s'hi fan activitats escèniques de tota mena (teatre, concerts, actes del barri) i en altres dependències de l'edifici tenen la seu diverses entitats i hi ha bucs d'assaig per a grups de música. L'Ateneu forma part de la xarxa de fàbriques de creació municipals. El Bidó de Nou Barris és l'associació que el gestiona des del 1990 i està constituïda per veïns que de manera autogestionària i participativa s'organitzen en comissions amb el suport de tècnics professionals contractats.